# Peaches (canción de Justin Bieber)
«Peaches» es una canción del cantante canadiense Justin Bieber con el canadiense Daniel Caesar y el cantante estadounidense Giveon. Se lanzó como quinto sencillo del sexto álbum de estudio de Bieber, Justice, por Def Jam Recordings el 19 de marzo de 2021.

## Composición
La canción fue escrita por Bieber, Caesar y Giveon junto a Andrew Watt, Louis Bell, Luis Martinez Jr y Bernard "Harv" Harvey, y fue producida por este último junto a Shndo. La canción es una canción pop-R&B.

## Video musical
El video de «Peaches» se lanzó el 19 de marzo de 2021 junto con la canción. Fue dirigido por Colin Tilley y muestra a Bieber, Caesar y Giveon cruzando el Las Vegas Strip.

## Presentaciones en vivo
Bieber interpretó una versión en solitario de «Peaches» en el Tiny Desk Concert de NPR el 17 de marzo de 2021, dos días antes del lanzamiento oficial de la canción. La canción se interpretó junto con los sencillos lanzados anteriormente «Holy», «Anyone» y «Hold On».

## Créditos y personal
Créditos adaptados de Tidal.
- Justin Bieber – voz
- Daniel Caesar – voz
- Giveon – voz
- Bernard "Harv" Harvey – producción, bajo, guitar, guitarra, piano
- Shndo – producción, coproducción
- Colin Leonard – masterización
- Josh Gudwin – mezcla, ingeniería vocal
- Heidi Wang – asistente de mezcla
- Ryan Lytle – asistente de ingeniería de grabación

## Posicionamiento en listas
| Listas (2021)                             | Mejor posición |
| ----------------------------------------- | -------------- |
| Alemania (Official German Charts)         | 5              |
| Argentina (Argentina Hot 100)             | 77             |
| Australia (ARIA)                          | 2              |
| Austria (Ö3 Austria Top 40)               | 3              |
| Bélgica (Ultratip 50) Flanders            | 30             |
| Canadá (Canadian Hot 100)                 | 1              |
| Canadá (CHR/Top 40)                       | 42             |
| Canadá (Hot AC)                           | 46             |
| Colombia (Monitor Latino)                 | 1              |
| Colombia (National Report)                | 15             |
| Colombia (Promúsica)                      | 7              |
| Corea del Sur (Gaon)                      | 65             |
| Dinamarca (Tracklisten)                   | 1              |
| Eslovaquia (Singles Digitál Top 100)      | 1              |
| España (PROMUSICAE)                       | 24             |
| Estados Unidos (Billboard Hot 100)        | 1              |
| Estados Unidos (Hot R&B/Hip-Hop Songs)    | 1              |
| Estados Unidos (Mainstream Top 40)        | 19             |
| Estados Unidos (Rhythmic)                 | 15             |
| Finlandia (Suomen virallinen lista)       | 16             |
| Francia (SNEP)                            | 46             |
| Global 200 (Billboard)                    | 1              |
| Hungría (Single Top 40)                   | 4              |
| Hungría (Stream Top 40)                   | 11             |
| Irlanda (IRMA)                            | 1              |
| Italia (FIMI)                             | 13             |
| Lituania (AGATA)                          | 5              |
| México (Top Streaming Semanal)            | 7              |
| Noruega (VG-lista)                        | 1              |
| Nueva Zelanda (RMNZ)                      | 1              |
| Países Bajos (Dutch Top 40)               | 25             |
| Países Bajos (Single Top 100)             | 1              |
| Portugal (AFP)                            | 1              |
| Reino Unido (UK Singles Chart)            | 3              |
| República Checa (Singles Digitál Top 100) | 4              |
| Singapur (RIAS)                           | 2              |
| Suecia (Sverigetopplistan)                | 4              |
| Suiza (Schweizer Hitparade)               | 2              |

## Certificaciones
| País (organismo certificador) | Certificación | Unidades certificadas |
| ----------------------------- | ------------- | --------------------- |
| Australia (ARIA)              | Oro           | 35 000                |
| Estados Unidos (RIAA)         | Oro           | 500 000               |
| Nueva Zelanda (RIANZ)         | Oro           | 15 000                |
| Reino Unido (BPI)             | Plata         | 200 000               |

## Historial de lanzamiento
| País   | Fecha               | Formato                      | Discográfica | Ref   |
| ------ | ------------------- | ---------------------------- | ------------ | ----- |
| Varios | 19 de marzo de 2021 | Descarga digital y streaming | Def Jam      | [ 8 ] |